# Nephograptis necropina
Nephograptis necropina är en fjärilsart som beskrevs av Józef Razowski 1981. Nephograptis necropina ingår i släktet Nephograptis och familjen vecklare. Inga underarter finns listade i Catalogue of Life.